# Alaskobius josephus
Alaskobius josephus är en mångfotingart som beskrevs av Chamberlin 1946. Alaskobius josephus ingår i släktet Alaskobius och familjen stenkrypare. Inga underarter finns listade i Catalogue of Life.